# Tobra
Tobra ist eine Ortschaft mit 220 Einwohnern (2024) am östlichen Rand der Katastralgemeinde Pergkirchen in der Stadtgemeinde Perg im Bezirk Perg in Oberösterreich. Durch die Ortschaft fließt der → Tobrabach.

## Geographie
Der Name Tobra leitet sich vom Tobrabach ab, der gelegentlich auch „die Tobra“ genannt wird. Der Name „Tobra“ oder „Dobra“ für „guter Bach“ hat slawische Wurzeln. Er wurde um 750 von den bayrischen Siedlern übernommen.
Tobra grenzt im Osten an die Katastralgemeinde Arbing der Nachbargemeinde Arbing und an die Katastralgemeinde Münzbach der Nachbargemeinde Münzbach im Süden an die Katastralgemeinde Langacker der Nachbargemeinde Mitterkirchen und die Katastralgemeinde Baumgarten der Nachbargemeinde Naarn im Machlande im Westen an die Ortschaft Auhof und im Norden und Nordwesten an die Ortschaft Pergkirchen in der Katastralgemeinde Pergkirchen.
Die Ortschaft befindet sich aus geologischer und geomorphologischer Sicht sowie unter Aspekten der Raumnutzung in den beiden Raumeinheiten oberösterreichischen Raumeinheiten Südliche Mühlviertler Randlagen und Machland.

## Bevölkerung
Die Anzahl der Häuser wird im Historischen Ortslexikon im Jahr 1788 mit 20 angegeben, ebenso im Jahr 1869. 1869 wohnten in diesen Häusern 130 Personen. Erst in der zweiten Hälfte des 20. Jahrhunderts ist ein Anstieg
der Häuser- und Personenanzahl festzustellen, wobei 1961 26 Häuser mit 139 Personen gezählt wurden, 1981 36 Häuser mit 145 Personen, 1991 46 Häuser mit 168 Personen und 2001 52 Häuser mit 164 Personen. 2007 und 2011 betrug die Anzahl der Einwohner 210 Personen.

## Geschichte
Funde von flachen und durchlochten Beilen aus Serpentin lassen die Anwesenheit von Menschen im Tobrabachtal bereits in der Jungsteinzeit (rund 3500 Jahre vor Christus) vermuten.

„Pergkirchen, 10. Juli 1907. (Zum Funde aus der Steinzeit.) Der durchbohrte Steinkeil, der neben einem keilförmigen am Felde des Strohbauern Martin Hölzer in
Tobra gefunden wurde, hat eine Höhe von 10,5 cm, an der Schneide 5,5 cm. Der Rücken des durchbohrten Beiles mißt im Durchmesser 4,5 cm, die Bohrung ist konisch, am breiten Ende mit einem Durchmesser von 2,5 cm.“

Während der Völkerwanderung kamen im 6. Jahrhundert Slawen in das Untere Mühlviertel. Einige Bach-, Flur- und Hausnamen (zum Beispiel Tobra, Pregarten, Preschnitzer (Preschmitzer) und Tobatslehner) erinnern heute an diese Zeit.
Gleichzeitig mit den Wenden (Slawen) oder nicht viel später begannen die Bayern, das Land nördlich der Donau in ihren Besitz zu bringen. Von den Bayern stammt der Großteil der Haus- und Flurnamen, die meist von Personennamen abgeleitet wurden.
Ein Gräberfeld aus bayrisch-slawischer Zeit brachten 1965 Grabungen am Hausberg des Klamhofs in der benachbarten Ortschaft Auhof zutage.
Bei der Aufteilung des Besitzes der Herren von Perg und Machland etwa um das Jahr 1100 nach Christus bildete der Tobrabach die trennende Grenze. Der Besitz östlich des Tobrabaches fiel an die Machländer. Der Besitz westlich des Tobrabaches fiel an die Perger.
Der Tobrabach bildete 1142 bei der Gründung der Pfarre Pergkirchen die östliche Pfarrgrenze. 1784 bildete er die östliche Grenze der Katastralgemeinde Pergkirchen. 1848 bildete er die östliche Grenze der Ortsgemeinde Pergkirchen. Seit der Zusammenlegung der Gemeinde Pergkirchen mit dem Markt Perg im Jahr 1938 bildet der Tobrabach großteils die östliche Grenze der 1969 zur Stadt erhobenen Marktgemeinde Perg.

## Namenszeugnis
Das früheste Schriftzeugnis ist von 1142 und lautet „Tabra“. Der Name geht auf den Tobrabach zurück, der von den Slawen ursprünglich Dabra genannt wurde. Dieses Hydronym ist im slawischen Raum oft anzutreffen und bedeutet Gutwasser, reicher Fluss (zu altslawisch „dobrъ“ für gut). Die Siedlung übernahm schließlich den Flussnamen.

## Verkehr
Seit dem Beginn der Neuzeit am Anfang des 16. Jahrhunderts führt durch Tobra die damals neu errichtete Hauderer-Straße, die heutige Donau Straße B3. Der lokale Verkehr nach Pergkirchen und innerhalb der Ortschaft führt über Gemeindestraßen und Güterwege.
Ende des 19. Jahrhunderts wurde 1897/98 die Machlandbahn, die heutige Donauuferbahn gebaut. Diese führt zwar durch die Ortschaft, es bestand jedoch zu keinem Zeitpunkt eine Haltestelle. Der nächstgelegene Bahnhof befindet sich in Arbing.

## Wirtschaft
In der ursprünglich landwirtschaftlich geprägte Ortschaft mit imposanten Vierkanthöfen wurde das Ortsbild durch die rege Siedlungstätigkeit in der zweiten Hälfte des 20. Jahrhunderts hauptsächlich durch Ein- und Zweifamilienhäuser ergänzt. Bekanntes Wirtschaftsunternehmen in der Ortschaft ist der CDA Verlag. Im Tobrabachtal besteht die Möglichkeit zum Abbau von Sand für die Bauwirtschaft. Alle früheren Mühlen im Tobrabachtal sind stillgelegt. Auch das frühere Gasthaus (Adresse Tobra Nr. 2) ist geschlossen.

## Kulturzeugnisse
Die Ortschaft Tobra ist geprägt von imposanten Vierkanthöfen, dazwischen Bauerngärten und weite Feldern rundherum. Erwähnt im Folgenden werden nicht sofort ersichtliche Kulturzeugnisse.
- Burgstall Strohberg oder Burggraben.[4][5] Denkmalschutzzone Nr. AT-4-0014145. Ausmaß ~13.000 m², ~700 m westlich vom Gehöft Strohbauer (moderne Adresse Tobra Nr. 16, Güterweg Strohberg). Verborgen unter Wald und Gesträuch erhebliche Substruktionen von urgeschichtlichen Wall- und Grabenanlagen. Lage. Leider mit großen Zerstörungen durch Lehmabbau. Wenig erforscht. Im Ostbereich des Lehmabbaus ein auffälliger kegelförmiger Hügel. Lage.
- Fundzone Strohberg. Denkmalschutzzone Nr. AT-4-0014140. Lage. Ausmaß ~60.000 m². Landwirtschaftlich genutzte Zone im Umkreis um das Gehöft Strohbauer (moderne Adresse Tobra Nr. 16, Güterweg Strohberg). Eine steinzeitliche Siedlung wird vermutet. Wenig erforscht.
- Tobra-Eiche. Naturdenkmal. Lage südwestlich von Tobra. Sie ist mit Nr. nd101 in der Liste der Naturdenkmäler im Bezirk Perg angeführt.
- Kleindenkmäler: Diwold-Kapelle oder Holzer-Kapelle, errichtet 1865. Nahe Gehöft Diwold (Tibolden,  Adresse Tobra Nr. 19, Güterweg Strohberg). Strohbauer-Kapelle, eine Marienkapelle, errichtet 2004. Nahe Gehöft Strohbauer (Adresse Tobra Nr. 16, bei der Kehre des Güterwegs Strohberg). Die steingefasste Quelle daneben ist versiegt (2023). Pfeilerbildstock aus dem Jahr 1856. Standort neben dem Gstöttenhäusl Tobra Nr. 14. Renoviert 1989. Daneben eine Schautafel zur Städtepartnerschaft Perg-Schrobenhausen. Pestsäule Tobra. Lage im Feld- und Wiesengelände bei einer Weggabelung südwestlich von Tobra. Pfeilerbildstock mit der Jahreszahl 1856. Renoviert 2009. - Die zuletzt genannten 4 Kleindenkmäler entsprechen der Liste im Heimatbuch der Stadt Perg 2009.[6]

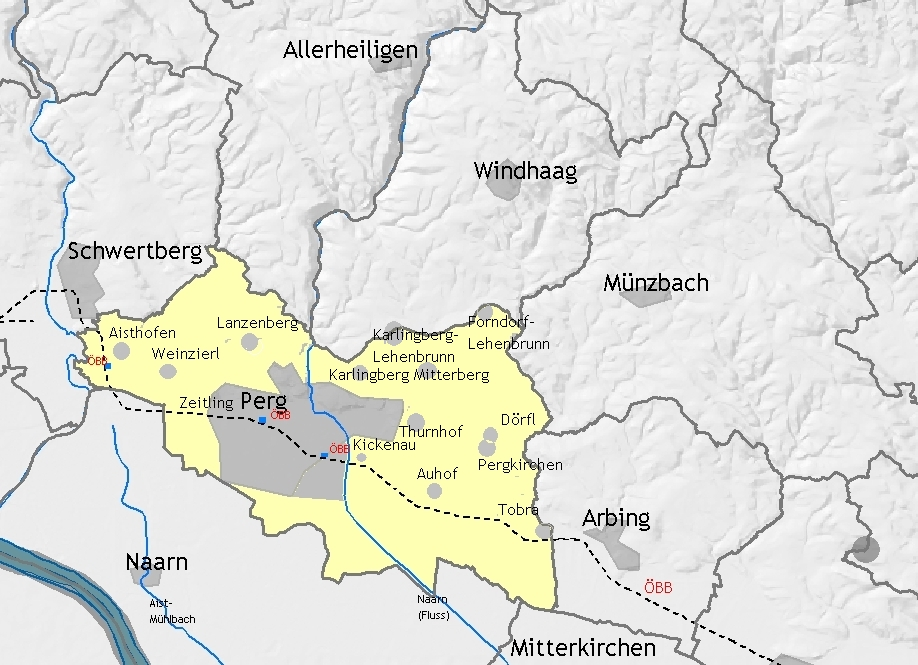
Rechts unten Tobra
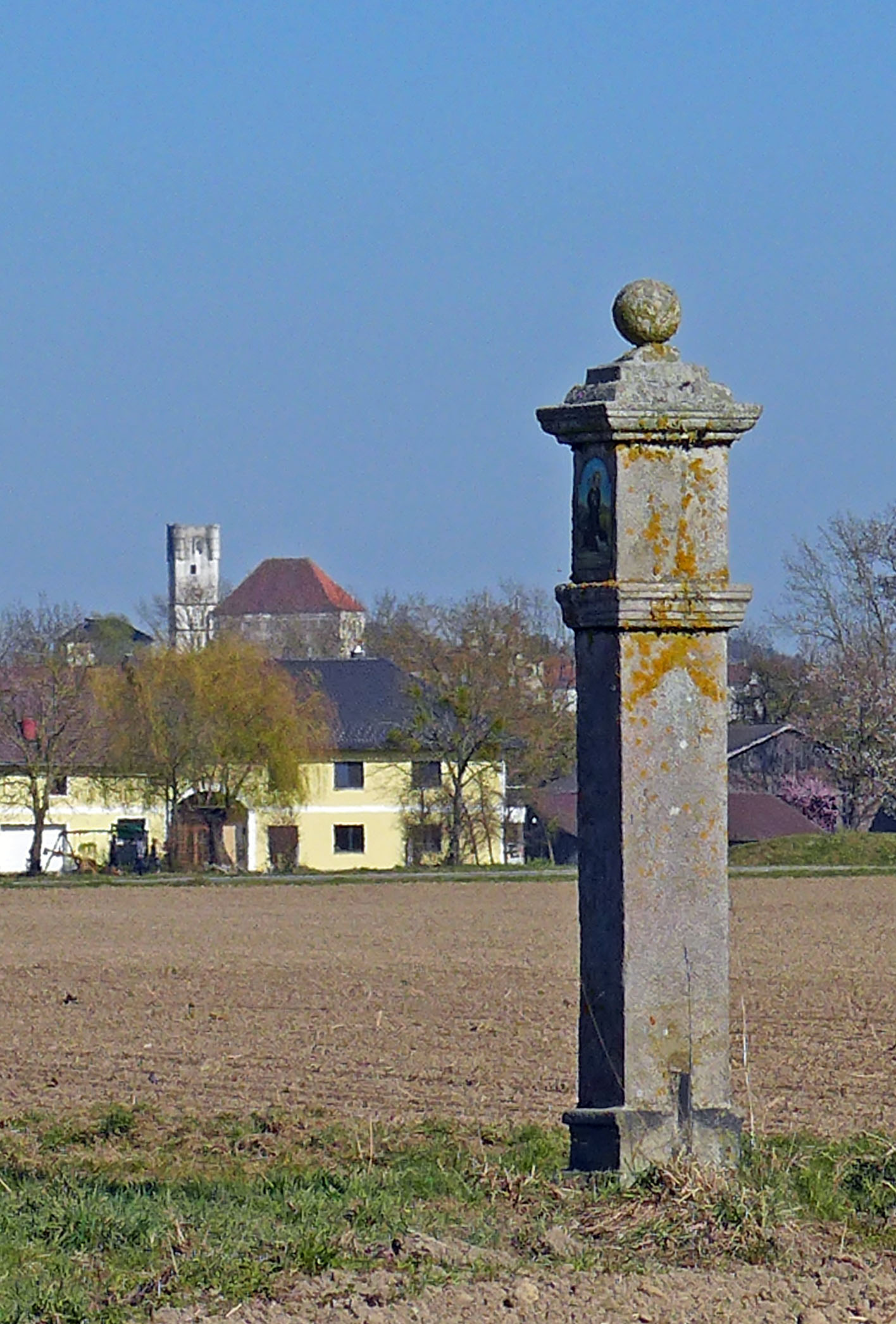
Pestsäule. Dahinter Arbing
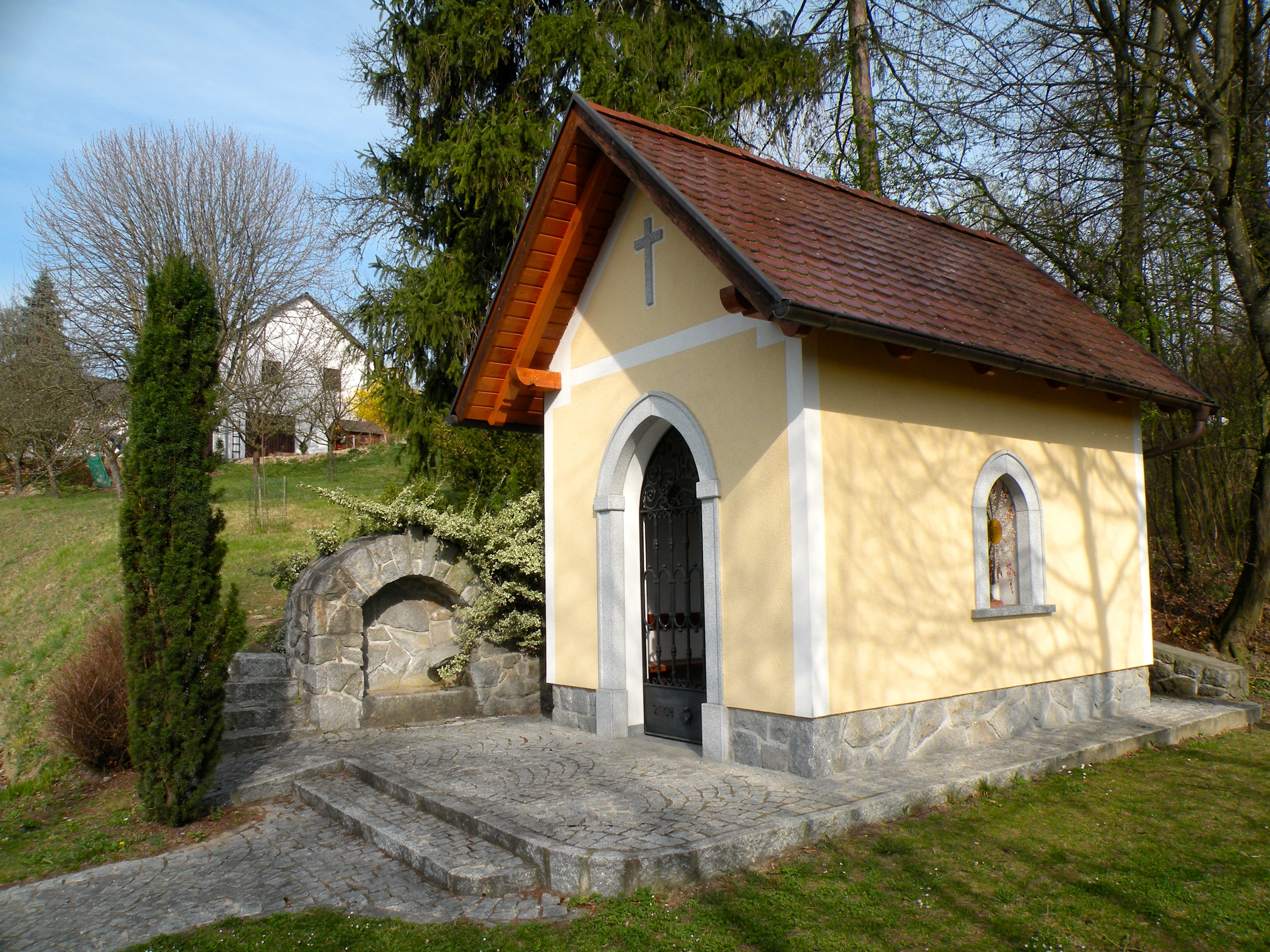
Strohbauernkapelle
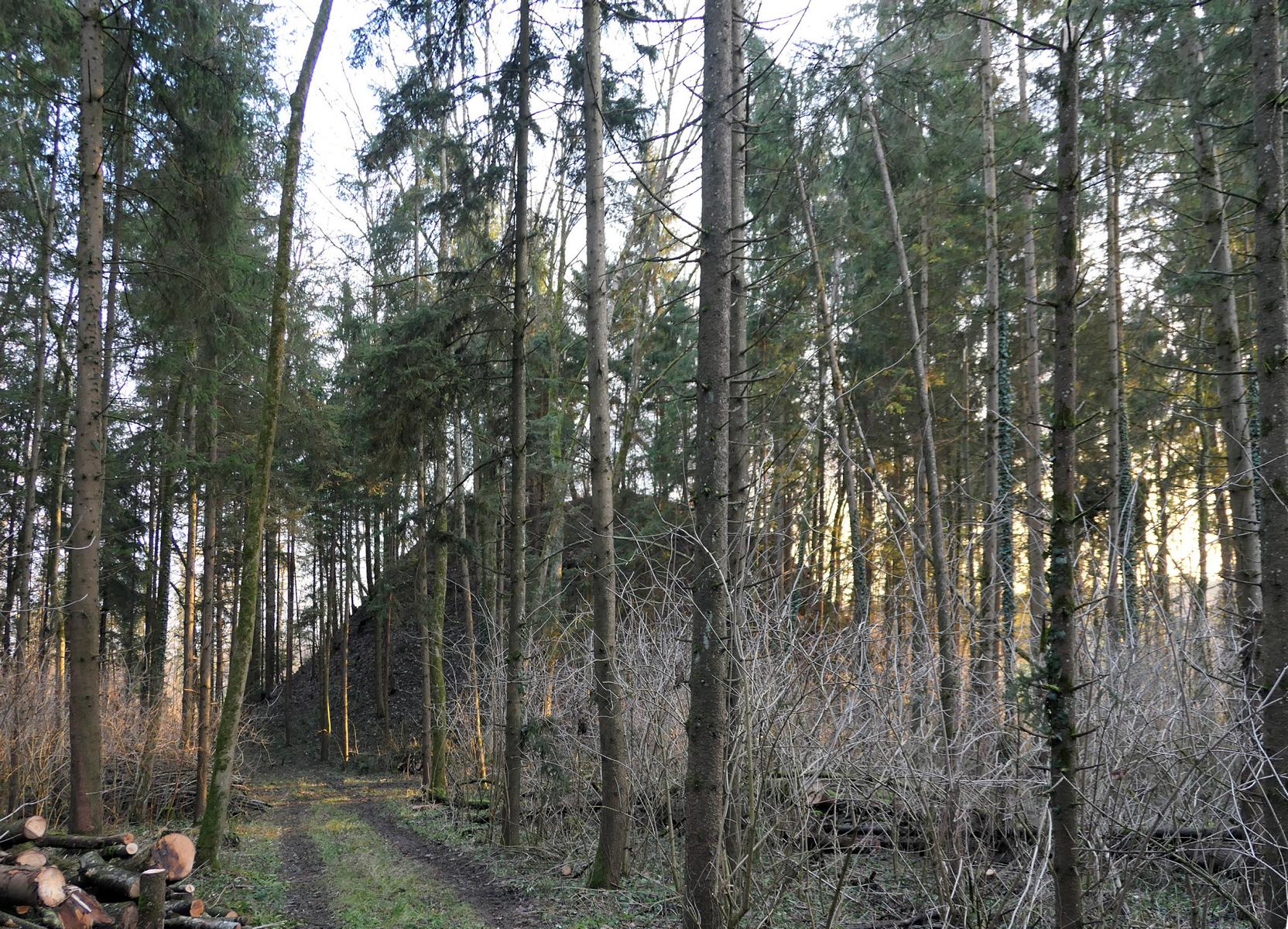
Strohberg. Kegelförmiger Hügel